# David Liebman

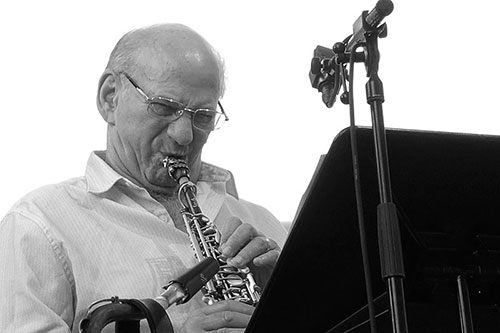
Dave Liebman (2015, Aarhus Jazz Festival)

David „Dave“ Liebman (* 4. September 1946 in Brooklyn, New York City) ist ein US-amerikanischer Tenor- und Sopransaxophonist (gelegentlich spielte er auch Flöte und Klarinette). Er gehört „zu den zentralen Saxophonisten der Coltrane-beeinflussten Moderne.“

## Leben und Wirken
Liebman erhielt ab dem neunten Lebensjahr Klavierunterricht. Ab dem zwölften Lebensjahr spielte er Tenorsaxophon und ging als Jugendlicher mehrfach zu Konzerten von John Coltrane. Unterstützt von Bob Moses gab er mit vierzehn Jahren sein erstes Konzert. Während der Zeit auf der Highschool und dem Musikstudium auf dem Queens College wurde er privat von Joe Allard, Lennie Tristano und Charles Lloyd unterrichtet. Sein Studium der amerikanischen Geschichte an der New York University schloss er 1968 ab. Dann trat er in der New Yorker Loft-Szene als Organisator und Musiker der Kooperative Free Life Communication hervor. Seit 1970 war er als Musiker professionell tätig, zunächst in einer frühen Jazzrock-Band, Ten Wheel Drive, wo er der einzige Holzbläser war und auch Sopransaxophon spielen musste.

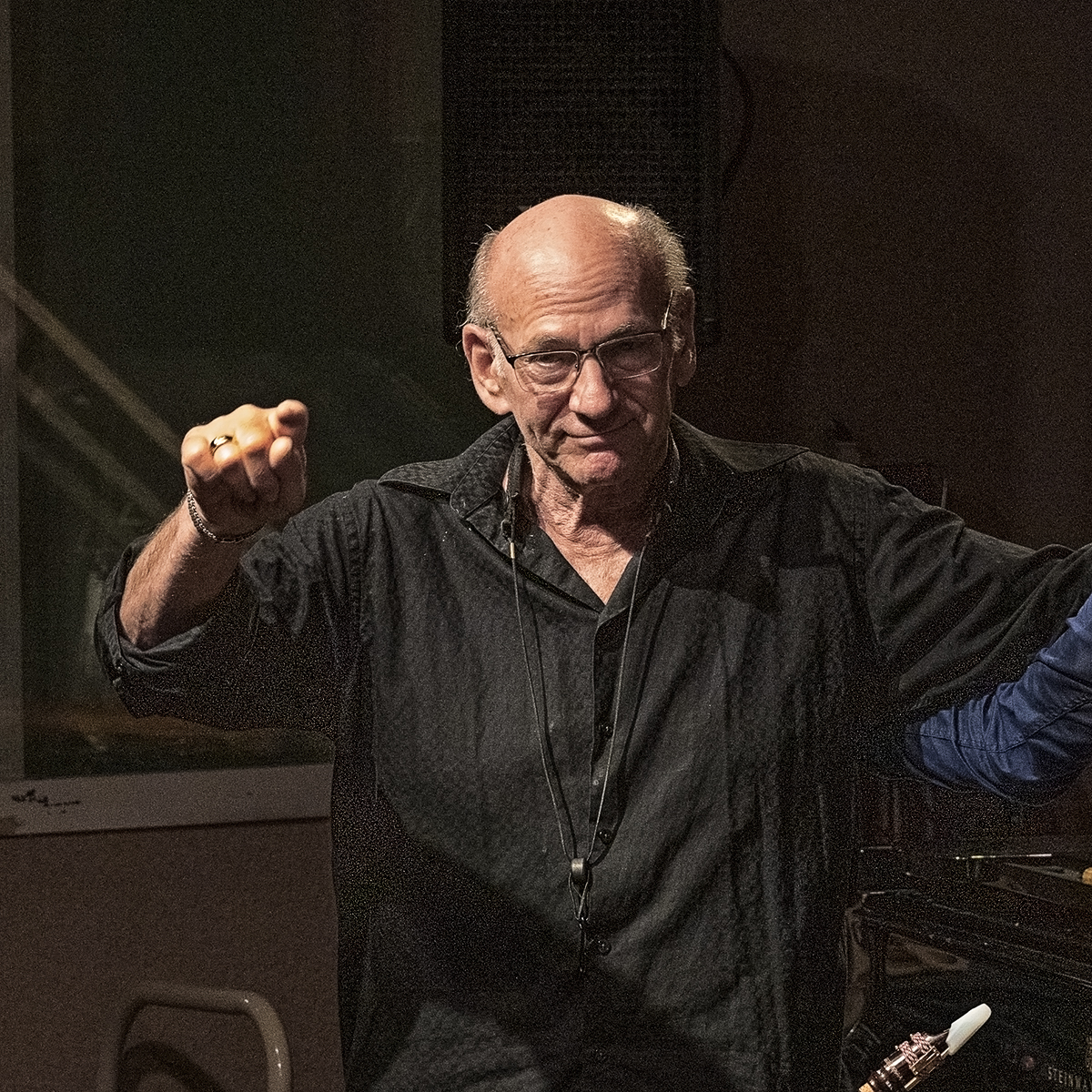
Dave Liebmann (2019, Loft Köln)

Dann gehörte Liebman für zwei Jahre zur Band von Elvin Jones, nahm mit Miles Davis auf (On the Corner, Get Up with It), bevor er 1973 und 1974 weltweit mit dessen Gruppe tourte  (Dark Magus) und mit Bob Moses im Open Sky Trio spielte. Mit seiner ersten eigenen Gruppe Lookout Farm (gemeinsam mit Richie Beirach, ab Ende 1973) war er erfolgreich. 1977 tourte er mit Chick Corea, bevor er ein Quintett gründete (u. a. mit John Scofield), um dann wieder mit Beirach aufzutreten. Seit 1981 arbeitete er mit ihm kollaborativ im Quartet Quest (zunächst mit George Mraz und Al Foster, dann mit Ron McClure und Billy Hart). In Europa trat er mit zahlreichen Musikern wie Joachim Kühn, Daniel Humair, Paolo Fresu, Jon Christensen, Bobo Stenson, Wolfgang Reisinger, Harry Pepl, Michel Portal, VEIN oder Jean-Paul Céléa ebenso auf wie mit der WDR Big Band Köln, dem Metropole Orkest und im Bereich der Neuen Musik dem Ensemble intercontemporain und dem Klangforum Wien. Auch schrieb er genreüberschreitende Musik für Streichquartett.
Liebman verfasste eine Reihe von Lehrwerken, darunter Chromatic Approach to Jazz Harmony & Melody und Self Portrait of a Jazz Artist. Unter Saxophonisten ist vor allem sein Buch Der persönliche Saxophonsound („Developing a Personal Saxophone Sound“) angesehen, in dem er den gesamten Vorgang der Tonerzeugung am Saxophon beschreibt und auf Übungen zur Atmung, die Bewegung des Kehlkopfes, die Zungenposition beim Spielen, den Ansatz und die sogenannten Obertonübungen eingeht.
2018 übergab Dave Liebman sein persönliches Archiv an das Berklee College of Music in Boston.

## Preise und Auszeichnungen
Liebman wird seit 1973 fast ständig als einer der führenden Sopransaxophonisten im Kritikerpoll des Down Beat geführt. 2011 führte er auch den Kritikerpoll der Jazz Times an.
Sein Album Homage to Coltrane war 1988 die Schallplatte des Jahres der französischen Académie du Jazz. 1997 erhielt Liebman die Ehrendoktorwürde der Sibelius-Akademie in Helsinki, 2000 wählte ihn die International Association for Jazz Education in ihre Hall of Fame. Sein Album Turnaround: The Music of Ornette Coleman  erhielt 2010 den Jahrespreis der deutschen Schallplattenkritik. 2011 wurde er mit der NEA Jazz Masters Fellowship ausgezeichnet.

## Werke

### Schriften
- Self-Portrait of a Jazz Artist: Musical Thoughts and Realities (1988, erweiterte Ausgabe Advance Music 1996); ISBN 978-3-89221-013-9
- A Chromatic Approach to Jazz Harmony and Melody (Advance Music 2012); ISBN 978-3-89221-030-6
- What It Is: The Life of a Jazz Artist (Studies in Jazz; Scarecrow Press 2012, mit Lewis Porter); ISBN 978-0-8108-8203-4[2]
- On Education, the Saxophone, and Related Jazz Topics Jamei Aebersold Jazz 2002; ISBN 978-1-56224-059-2
- Developing a Personal Saxophone Sound Medfield: Dorn 1989; dt. unter dem Titel Der persönliche Saxophonsound (Ardesa 1993 bzw. Chili Notes 2009); ISBN 978-3-941661-00-4
- Ruminations & Reflections – The Musical Journey of Dave Liebman and Richie Beirach. Cymbal Press

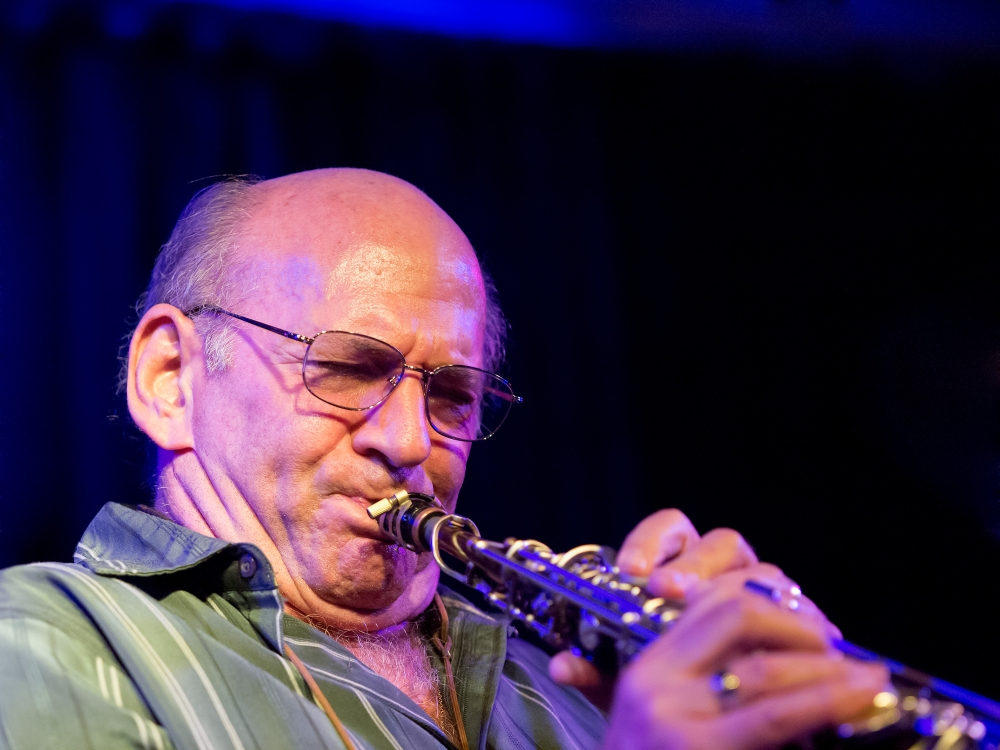
Dave Liebman (2012)

### Diskographie (Auswahl)
- 2022: Truth and Honesty (Newvelle), mit Ben Monder, John Hébert
- 2021: Dave Liebman & Richie Beirach: Empathy (Jazzline, 5-CD-Box, rec. 2016–2020)[3]
- 2019: Dave Liebman, Adam Rudolph, Hamid Drake: Chi (RareNoiseRecords)
- 2018: Michael Stephans, David Liebman, Marc Copland, Drew Gress: Quartette Oblique (Sunnyside)
- 2017: Dave Liebman & Joe Lovano: Compassion: The Music of John Coltrane (Resonance Records)
- 2015: Dave Liebman & Richie Beirach: Balladscapes (Intuition)[4]
- 2014: Presents Ceremony (Chesky 2014, mit Willy Rodriguez, Paolo Stagnaro, Gabo Lugo, Marcos López, Oscar Stagnaro)[5]
- 2012: David Liebman & Ellery Eskelin: Non Sequiturs (HatOLOGY)
- 2009: Dave Liebman Group: Live at MCG (Aufnahme von 1995) (MCG Jazz, mit Phil Markowitz, Vic Juris, Tony Marino, Jamey Haddad)[6]
- 2008: Dave Liebman & Enrico Intra Liebman meets Intra Contenuto (Alfa Music)
- 2005: Dave Liebman & Bobby Avey: Vienna Dialogues (Zoho Music)
- 2005: David Liebman, Richie Beirach, Ron McClure, Billy Hart: Redemption (HatHut Records)
- 2004: Dave Liebman Group: In a Mellow Tone (Zoho Music, mit Vic Juris, Tony Marino, Jamey Haddad)
- 2003: Andreas Schmidt & Dave Liebman & Friends in Berlin (JazzHausMusik)
- 1990: David Liebman Quintet If They Only Knew (Timeless Records 1990, mit Terumasa Hino, John Scofield, Ron McClure, Adam Nussbaum)
- 1986: The Loneliness of a Long Distance Runner (CMP, 1986; solo)
- 1986: David Liebman, Richard Beirach, Ron McClure, Billy Hart Quest II (Storyville Records)
- 1981: Dave Liebman, Richie Beirach, George Mraz, Al Foster Quest (Palo Alto)[7]

## Lexigraphische Artikel
- Ian Carr, Digby Fairweather, Brian Priestley: Rough Guide Jazz. Der ultimative Führer zum Jazz. 1800 Bands und Künstler von den Anfängen bis heute. 2., erweiterte und aktualisierte Auflage. Metzler, Stuttgart/Weimar 2004, ISBN 3-476-01892-X.
- Richard Cook: Jazz Encyclopedia. Penguin, London 2007; ISBN 978-0-14-102646-6.
- Leonard Feather, Ira Gitler: The Biographical Encyclopedia of Jazz. Oxford University Press, New York 1999, ISBN 0-19-532000-X.
- Wolf Kampmann (Hrsg.), unter Mitarbeit von Ekkehard Jost: Reclams Jazzlexikon. Reclam, Stuttgart 2003, ISBN 3-15-010528-5.
- Martin Kunzler: Jazz-Lexikon. Band 1: A–L (= rororo-Sachbuch. Bd. 16512). 2. Auflage. Rowohlt, Reinbek bei Hamburg 2004, ISBN 3-499-16512-0.